# فابيو غروسو
فابيو غروسو (بالإيطالية: Fabio Grosso) (28 نوفمبر 1977 في روما) لاعب كرة قدم إيطالي سابق مثل نادي الدرجة الأولى يوفنتوس الإيطالي ونادي انتر ميلانو ومنتخب إيطاليا في مركز الظهير الأيسر. حقق بطولة كأس العالم سنة 2006 مع منتخب إيطاليا. الجميع يتذكر هدفه القاتل في مرمى منتخب ألمانيا في الدور النصف النهائي من بطولة كأس العالم 2006 والذي أهل منتخب إيطاليا لبلوغ المباراة النهائية وكذلك تنفيذه ركلة الجزاء الأخيرة لصالح منتخب إيطاليا في مرمى منتخب فرنسا والتي بنجاحه في ادخالها المرمى حقق منتخب إيطاليا كأس البطولة.

## المسيرة الرياضية مع الأندية
ولد غروسو في العاصمة الإيطالية روما ولكنه عاد برفقة عائلته إلى مسقط رأسه مدينة تشيتي في مقاطعة أبروزيو. بعدما أمضى عدة مواسم مع نادي ريناتو الذي يلعب في دوري للهواة ضمن مقاطعة أبروزيو استطاع أن يصبح لاعبا محترفا بالانتقال إلى فريق الدرجة الرابعة تشيتي حيث يلعب يلعب في مركز الوسط المهاجم وسجل خلال تواجهده 17 هدف في 68 مباراة. انضم إلى نادي الدرجة الأولى بيروجيا سنة 2001 وشارك في أول مباراة دولية مع منتخب إيطاليا في سنة 2003. قرر مدرب فريق بيروجيا آنذاك سيرسي كوزمي تغيير مركز غروسو من الوسط المهاجم إلى الظهير الأيسر. انتقل إلى نادي باليرمو في يناير 2004 عندما كان يلعب في الدرجة الثانية.
يجيد غروسو اللعب في جميع المراكز الطرفية اليسرى وهي الظهير الأيسر، الجناح الأيسر المتأخر، والجناح الأيسر المتقدم. كما أنه متخصص في تنفيذ الركلات الثابتة.
انضم غروسو إلى نادي إنتر ميلان في 6 يونيو 2006 مقابل 5.5 مليون يورو.
في 8 يوليو 2007 انتقل إلى نادي ليون حيث وقع على عقد يمتد لـسنتان بعدما اجتاز الفحص الطبي الروتيني وتم منحه القميص رقم 11.
و في عام 2009 انتقل إلى النادي العملاق يوفنتوس الإيطالي وتم منحه قميص رقم 6.

## المسيرة الرياضية مع المنتخبات
كان غروسو عضوا في منتخب إيطاليا الحائز على بطولة كأس العالم 2006. في الدور الثمن النهائي من تلك البطولة تعرض للعرقلة بعنف داخل منطقة جزاء منتخب أستراليا وتم منحه ركلة جزاء مثيرة للجدل في 4 يوليو 2006. سجل هدفه الأول في البطولة في مرمى منتخب ألمانيا المستضيف في الدقيقة 119 بتسديدة منحرفة من الجهة اليمنى توجهت نحو الزاوية العليا ثم ركض في أرجاء الملعب وهو يصرخ : (لا أصدق ما حدث) ثم احتفل مع زملائه بتسجيل هذا الهدف. خلال المباراة النهائية التي أقيمت في 6 يوليو 2006 سجل هدف الفوز من ركلات الترجيح في مرمى منتخب فرنسا مانحا الطليان لقب البطولة.
انضم غروسو إلى تشكيلة منتخب إيطاليا تحت قيادة المدرب روبرتو دونادوني الذي شارك في بطولة كأس الأمم الأوروبية 2008 التي أقيمت في النمسا وسويسرا معا. كان يعتبر اللاعب الأول للمدرب مارسيلو ليبي في مركز الظهير الأيسر في صفوف منتخب إيطاليا.

## الحياة الشخصية
غروسو متزوج من جيسيكا ريبيتو وأنجب منها طفل واحد اسمه فيليبّو في سبتمبر 2006. ودرس غروسو العلوم السياسية في الجامعة ويجيد التحدث باللغة الفرنسية بطلاقة.

## وصلات خارجية
- فابيو غروسو على موقع الاتحاد الدولي (مؤرشف)  (الإنجليزية)
- فابيو غروسو على موقع الاتحاد الأوربي (الإنجليزية)
- فابيو غروسو على موقع إي إس بي إن إف سي (الإنجليزية)
- فابيو غروسو على موقع قاعدة بيانات كرة القدم.إي يو (الإنجليزية)
- فابيو غروسو على موقع بيانات كرة القدم. دي إي (الألمانية)
- فابيو غروسو على موقع ليكيب (الفرنسية)
- فابيو غروسو على موقع ناشيونال فوتبول تيمز (الإنجليزية)
- فابيو غروسو على موقع Soccerbase.com (لاعب) (الإنجليزية)
- فابيو غروسو على موقع Soccerbase.com (مدرب) (الإنجليزية)
- فابيو غروسو على موقع Soccerway.com (الإنجليزية)
- FootballDatabase.com provides Grosso's profile and stats
- ESPN Profile نسخة محفوظة 29 يونيو 2009 على موقع واي باك مشين.